# David Lidholm
Karl Gunnar David Lidholm (geboren als Johansson, Skövde, 28 mei 1982) is een Zweedse voetballer die bij voorkeur als verdediger speelt.

## Carrière
- 1998-2001: Skövde AIK
- 2002-2004: Tidaholms GIF
- 2004-2012: Hammarby IF
- 2012-....: Skövde AIK